# 自律神経ニューロパチー
自律神経ニューロパチーautonomic neuropathyは、多発性に末梢の細径有髄・無髄自律神経線維が障害されたものをいい、2次的に、内臓(胸腹部骨盤臓器)すなわち下部尿路(膀胱,尿道)/生殖器、心循環器系、消化管などの障害をきたす。原因として1型,2型糖尿病が多く、その場合、感覚・自律神経障害で発症し、進行すると運動障害もきたすことがある。稀な原因としてアミロイドーシス、ギラン・バレー症候群、ニコチン性節性アセチルコリン受容体抗体病などがある。

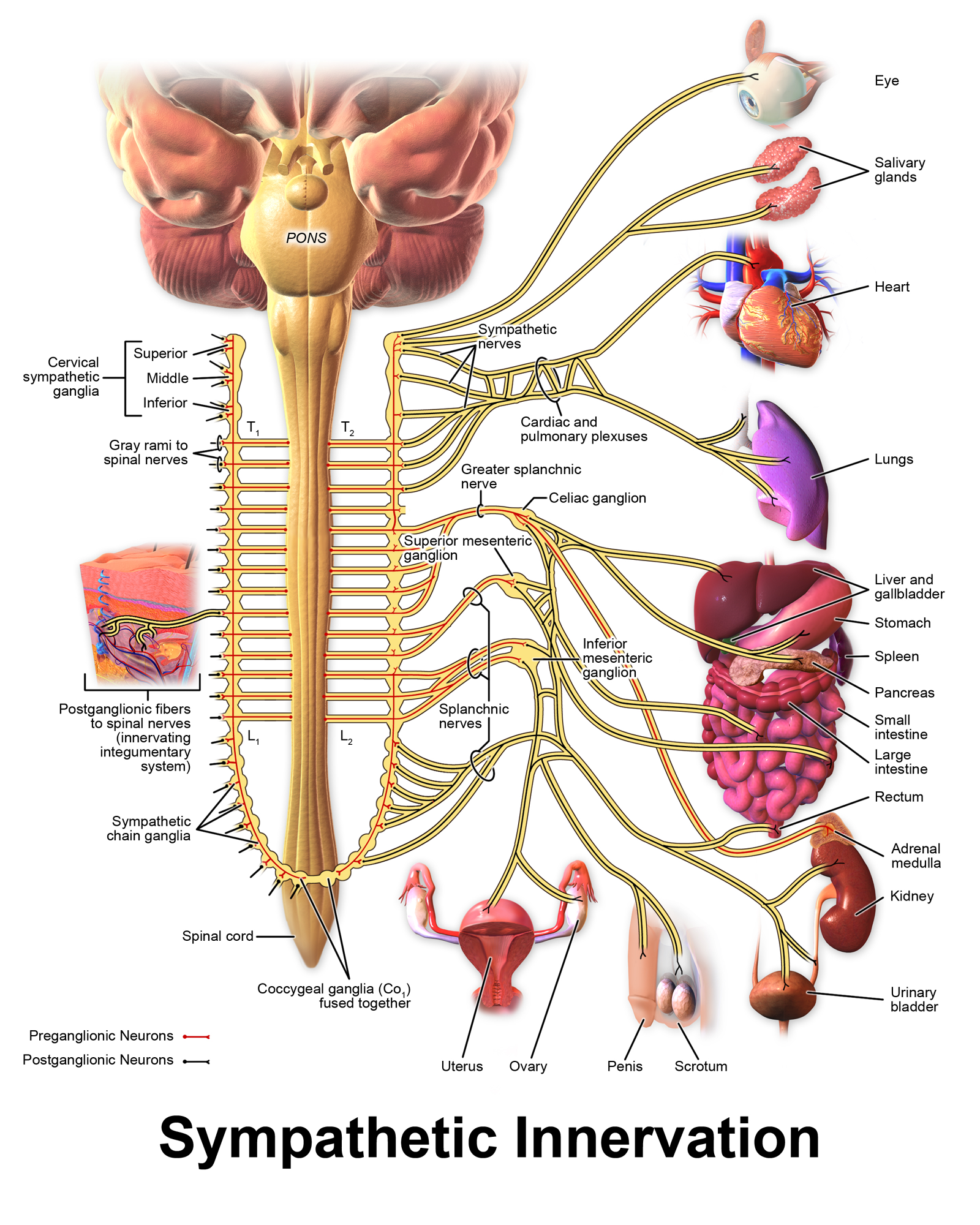
自律神経系

ニューロパチーは末梢神経障害のことで、末梢神経には運動・感覚・自律神経の各線維が含まれている。このうち自律神経線維が障害されたものを自律神経ニューロパチーという。典型的には多発ニューロパチーの形で自律神経不全がみられる。

自律神経系の機能障害を、自律神経不全/自律神経障害autonomic failureという。自律神経不全をきたす疾患には、脳疾患(多系統萎縮症・パーキンソン病など)、脊髄疾患(脊髄損傷など)、末梢神経疾患(自律神経ニューロパチー)がある。脳・脊髄・末梢神経の疾患による自律神経不全は、類似の症候を呈するものの、膀胱については脳で過活動膀胱、末梢神経で低活動膀胱、脊髄で両者の合併という違いがみられる
。起立性低血圧に関わる臥位ノルエピネフリン値については多系統萎縮症で正常、純粋自律神経不全症で低値という違いがみられる. 

## 症候
- 下部尿路系(膀胱,尿道): 残尿、排尿困難、尿閉 (脳・脊髄・末梢神経の疾患による自律神経不全は、類似の症候を呈するものの、膀胱については脳で過活動膀胱、末梢神経で低活動膀胱、脊髄で両者の合併という違いがみられる。過活動膀胱・切迫性尿失禁はニューロパチーでは稀であることから、それらがみられた場合は脳・脊髄疾患を鑑別する必要がある。)　これらをまとめて神経因性膀胱という。残尿は、排尿直後の超音波残尿測定を行う(正常<30ml)。
- 生殖器系: 男性で勃起障害などがみられる。
- 心循環器系: 起立性低血圧、食後性低血圧、運動後低血圧などがみられる。
- 呼吸器系: 睡眠時無呼吸　(睡眠時無呼吸は中枢疾患で多く、ニューロパチーでは稀。肺胞低換気は体性神経障害でみられる)
- 消化管系: 嚥下障害(咽頭相後半～食道相の低下)、胃もたれ吐き気嘔吐(胃排出能低下)、便秘(輸送遅延型・直腸肛門型)、下痢(胆汁酸代謝の変化等)、便失禁
- 瞳孔系: ホルネル症候群、アディー緊張性瞳孔など
- 発汗系: 発汗低下、鬱熱
- 唾液腺・涙腺系: 唾液・涙液の低下(乾燥症候群sicca syndrome)
- 低血糖不耐: 低血糖による頻脈・嘔気などが自覚されにくくなる。

・自律神経ニューロパチーは感覚性ニューロパチー(しびれ、痛み、深部感覚性運動失調)を伴うことが少なくない。  中枢性の運動症状(小脳症状、パーキンソン症状)がみられる場合、多系統萎縮症などの中枢疾患が疑われる。.

## 原因
・1型,2型糖尿病が多く、その場合、感覚・自律神経障害から発症し、進行すると運動障害もきたすようになる。感覚性ニューロパチーはしびれ、痛み、深部感覚性運動失調を伴う。
稀な原因として以下のものがある:  
・アミロイドーシス: TTR遺伝子異常症(TTR家族性アミロイドニューロパチー)、AL型アミロイドーシスを伴う骨髄腫、AA型アミロイドーシスを伴う慢性関節リウマチなど 
・ギラン・バレー症候群、慢性炎症性脱髄性多発ニューロパチー、シェーグレン症候群、全身性エリテマトーデス、ニコチン性節性アセチルコリン受容体抗体病、傍腫瘍症候群などの自己免疫疾患で自律神経ニューロパチーをきたすことがある。亜急性～慢性経過の場合がある。セリアック病でもみられることがある。 
・局所の手術時損傷や頸部への放射線による神経障害で、局所の・感覚・自運動律神経障害をきたすことがある。 
・抗がん剤(がん化学療法)～vincristine などで自律神経ニューロパチーをきたすことがある。 
・ボツリヌス菌毒素、ライム病(ボレリア症)、HIVなどで、運動・感覚・自律神経ニューロパチーをきたすことがある。 
・遺伝性感覚性自律神経性ニューロパチーで、感覚と共に、自律神経障害がみられる。
・シャルコー・マリー・トゥース病(遺伝性ニューロパチー)などで、運動・感覚と共に、自律神経障害がみられることがある。

## 診断
診断は、まず自律神経機能検査を行って程度と障害部位を調べる。自律神経機能検査の中で、頻度が高く生活の質に関わる重要な症候である以下の4つについて述べる。
1.    起立性低血圧: 起立性低血圧は延髄・脊髄(中間外側核、局所病変では頚髄)・末梢神経障害でみられ、特に末梢神経障害で多い。head-up tit検査は、電動ベッド上で臥位となり、自動血圧計で1分毎に血圧を測定しながら、受動的に頭部を60度挙上し10分間維持するもので、収縮期血圧が20-30mmHg以上下降するものを陽性とする(この方法は、能動的な臥位から立位への体位変換3分(90度挙上)と同程度の血圧下降を示す)。
2.   残尿/排尿困難と尿閉: ウロダイナミクス(尿流動態検査)で排尿低過活動が仙髄・末梢神経の病変でしばしばみられる。排尿低過活動と排尿筋過活動の組み合わせは、脊髄(頚髄・胸髄)または多系統萎縮症を示唆する。括約筋筋電図検査で括約筋の神経原性変化が特徴的にみられる。
3.   胃排出能低下とイレウス: 胃排出能の低下とイレウス(高度便秘)は、末梢神経の病変でしばしばみられる。胃排出能検査、胃電気図、大腸通過時間検査、直腸肛門ビデオマノメトリー検査でこれらの特徴的な変化がみられる(神経因性消化管障害)。
4.   睡眠時無呼吸:稀に末梢神経障害でもみられる場合がある。polysomnography検査で特徴的な変化がみられる。 ☆この他、皮膚自律神経機能に対して温熱発汗試験、定量的発汗試験 Quantitative sudomotor axon reflex test (QSART)、皮膚血流反応、瞳孔自律神経機能に対して電子瞳孔計、薬物点眼試験などが行われる。

次に、自律神経系以外の意識/認知/心理、運動系(末梢神経/錐体路/錐体外路/小脳)、感覚系の身体症状の有無と程度を調べるために、神経学的診察を行う。

次に、末梢神経疾患では神経伝導検査、糖尿病を含めた血液一般検査、自己抗体検査、必要時神経皮膚生検を行って診断を確定する。

## 治療

### 神経因性膀胱の場合～
自律神経ニューロパチーで典型的にみられる排尿症状である残尿/排尿困難と尿閉に対して: 
- ・清潔間欠自己導尿として残尿100mlに対して1日1回、200mlに対して1日2回, 300ml以上の不全尿閉に対しては1日4-5回、用手的にカテーテルを尿道口から挿入し、膀胱内を空虚にすることが望ましい。夜間は間欠式バルンカテーテルも併用できる。 ・薬物療法：尿道括約筋を弛緩させ残尿を減少させるα遮断薬を、起立性低血圧に増悪に注意しながら用いる。  詳細は神経因性膀胱の項目を参照。

## 文献
参考文献
1. ↑  “Bladder Dysfunction and Neurology: How to Assess Neurogenic Bladder Dysfunction?”. Brain Nerve 76 (3):  261-271. (2024). doi:10.11477/mf.1416202596.
2. ↑  “Patterns of plasma levels of catechols in neurogenic orthostatic hypotension”. Ann N 26 (4):  558-563. (1989). doi:10.1002/ana.410260410.
3. ↑   Neurogenic Bladder: Overview, Neuroanatomy, Physiology and Pathophysiology. (2019-12-05).
4. ↑  Vinik, AI; Erbas, T (2013). “Diabetic autonomic neuropathy.”. Handbook of Clinical Neurology 117:  279–94. doi:10.1016/b978-0-444-53491-0.00022-5. ISBN 9780444534910. PMID 24095132.
5. ↑  “Neurogenic Bladder Management and Treatment”. Cleveland Clinic. 2020年3月8日閲覧。[リンク切れ]
6. ↑  Urology, Weill Cornell (2017年11月16日). “Neurogenic Bladder - Treatment Options” (英語). Weill Cornell Medicine: Department of Urology - New York. 2020年3月8日閲覧。[リンク切れ]